# Kurt Magnus (Rundfunkpionier)

Kurt Magnus (1917)

Kurt Magnus (* 28. März 1887 in Kassel; † 20. Juni 1962 in Wiesbaden) war ein deutscher Rundfunkpionier und Verwaltungsjurist.

## Leben
Kurt Magnus studierte in Oxford und Göttingen Rechtswissenschaft. 1906 wurde er Mitglied des Corps Bremensia. Zu seinen Konaktiven zählten Horst von Windheim, Carl Manfred Frommel und Eugen Boelling. Unmittelbar nach dem Referendarexamen promovierte er 1910 in Göttingen zum Dr. iur. Anschließend leistete er seinen Militärdienst im Oldenburgischen Dragoner-Regiment Nr. 19 in Oldenburg. Nach Teilnahme am Ersten Weltkrieg und bestandenem Assessorexamen eröffnete er in Berlin eine Anwaltspraxis.

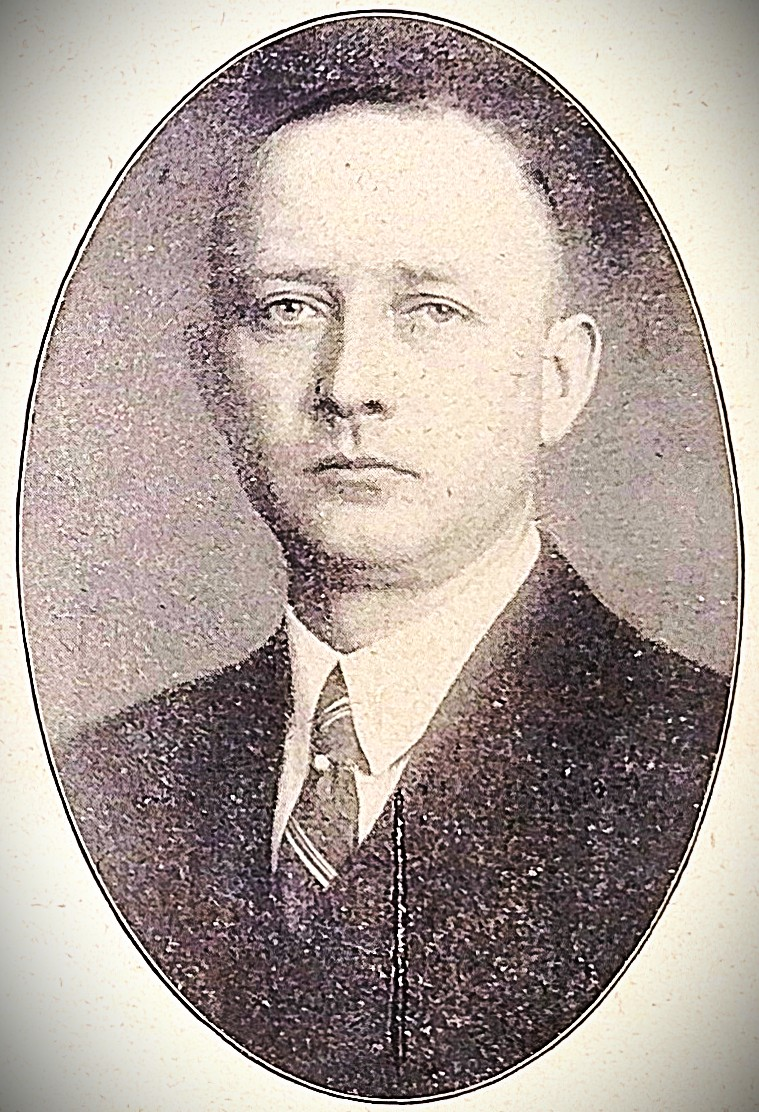
Kurt Magnus als Direktor der Reichs-Rundfunk-Gesellschaft und Vorsitzender des Aufsichtsrats der Berliner Funkstunde AG (1925)

Er war Syndikus des Vox-Konzerns und 1923 einer der Initiatoren der Berliner Radio-Stunde, später umbenannt in Funk-Stunde Berlin, der ersten deutschen Hörfunk-Gesellschaft. Bei der Berliner Funkstunde AG fungierte er bis 1926 als Vorsitzender des Aufsichtsrats. Magnus war 1925 neben Hans Bredow einer der Gründer der Reichs-Rundfunk-Gesellschaft, das Dach für die neun selbständigen Rundfunkgesellschaften in Berlin, Königsberg, Breslau, Leipzig, Hamburg, Köln, München, Stuttgart und Frankfurt am Main. Er war zunächst Direktor (Geschäftsführer), ab 1930 Vorsitzender des Vorstandes.
Magnus gehörte zu den Autoren der Kölner Funkzeitschrift Werag und setzte sich dort unter anderem für Transparenz bei Rundfunkgebühren ein. Im Dezember 1926 waren in Deutschland 1,3 Millionen Hörer gemeldet, die, wie Magnus vorrechnete, „täglich 7 Pfennige“ an Empfangslizenzen zahlten, wovon 40 % die Deutsche Reichspost erhielt. Ein Großteil der verbleibenden 60 %, so Magnus, könne leider nicht zum Ausbau der Sendeanlagen und des Programms genutzt werden, weil man „sehr erhebliche Beiträge für die Urheber bezahlen“ müsse.

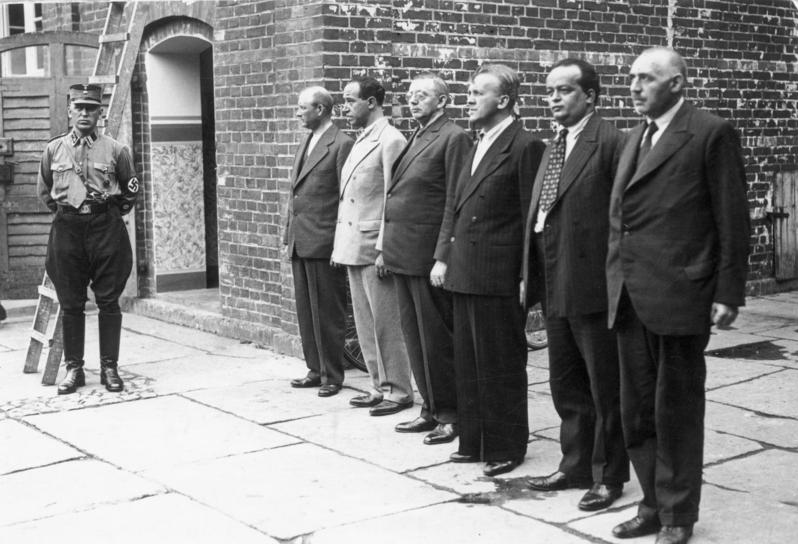
Kurt Magnus (links) als Häftling im KZ Oranienburg, August 1933. Neben ihm: Hans Flesch, Heinrich Giesecke, Alfred Braun, Friedrich Ebert junior, Ernst Heilmann

Nach der „Machtergreifung“ der Nationalsozialisten wurde am 1. April 1933 der nationalsozialistische Reichsrundfunkkommissar Gustav Krukenberg beauftragt, neben Kurt Magnus die Leitung der Reichs-Rundfunk-Gesellschaft zu übernehmen, woraufhin Magnus zurücktrat. Im August 1933 wurde Magnus zusammen mit Alfred Braun, Heinrich Giesecke und Hans Flesch wegen Korruption festgenommen und im KZ Oranienburg inhaftiert. Bis zum Urteil im „Reichs-Rundfunk-Prozeß“ saß er 18 Monate im Untersuchungsgefängnis Moabit in Untersuchungshaft. Beim Prozess wurde er wegen aktienrechtlicher Untreue in den Fällen Weiterzahlung des Gehaltes Flesch in Frankfurt a. M. und Trennungsvergütung Flesch schuldig gesprochen und zu fünf Monaten Gefängnis und zu Geldstrafen von insgesamt 4000 RM verurteilt.
Nach dem Prozess stand Magnus unter politischer Überwachung. Magnus arbeitete drei Jahre lang in einem Reisebüro in Berlin, ging 1939 als Geschäftsführer zur arisierten Firma Wirgin nach Wiesbaden und war bis Kriegsende in der Firma Dr. C. Schleussner Fotowerke in Frankfurt am Main beschäftigt.
Ab Mai 1945 war er Regierungsdirektor beim Regierungspräsidenten in Wiesbaden und Leiter der dortigen Wirtschaftsabteilung. Ab Oktober 1945 dann Landesdirektor und ab 1947 Ministerialdirektor und Stellvertreter des Ministers im Hessischen Wirtschaftsministerium (Kabinett Stock) und Aufsichtsratsmitglied und dann -vorsitzender der Staatlichen Erfassungsgesellschaft für öffentliches Gut (STEG), 1953 wurde Magnus Vorsitzender des Verwaltungsrats des Hessischen Rundfunks. Außerdem war er von 1951 bis 1962 Präsident des Goethe-Instituts und von 1954 bis 1962 Vorsitzender der Historischen Kommission der ARD.

## Ehrungen
- Eisernes Kreuz II. und I. Klasse
- Ritterkreuz des Hausordens von Hohenzollern
- Die Ehrensenatorwürde der Technischen Hochschule Berlin wurde Magnus im März 1934 aberkannt.[5]
- 1952: Großes Verdienstkreuz der Bundesrepublik Deutschland
- 1957: Großes Verdienstkreuz mit Stern der Bundesrepublik Deutschland
- 1957: Goethe-Plakette des hessischen Kultusministeriums
- 1957: Goethe-Medaille des Goethe-Instituts
- 1962 stiftete die ARD zu seinem Andenken den Kurt-Magnus-Preis für Nachwuchsjournalisten, der 1963 erstmals vergeben wurde.

## Schriften
- Der Rundfunk in der Bundesrepublik und West-Berlin. Entwicklung, Origanisation, Aufgaben, Leistungen. Eine Materialsammlung, Frankfurt/Main: Knecht, 1955
- Eine Million Tonnen Kriegsmaterial für den Frieden. De Geschichte der StEG, München: Pflaum, [1955]
- Drei Begegnungen, Viernheim: Verl. Viernheim, 1956